# Leudaste
Leudaste (v. 540/550-583), comte de Tours et connétable, d'origine servile.
Sa vie nous est connue par le témoignage de Grégoire de Tours qui lui « consacra » les chapitres 47 à 49 de son Livre V de l'Histoire des Francs, pour avoir été directement confronté à lui.
Leudaste est né dans une famille d'esclaves dans un domaine royal (fiscus) du Poitou, plus précisément à la Villa Cracina, une villa gallo-romaine de Grues, qui était située à l'actuel site de Saint-Hilaire. Il fut admis à la cuisine du roi Caribert Ier. Il tente plusieurs fois de s'enfuir mais est repris.
Il parvient néanmoins à obtenir la protection de la reine Marcowefa, elle-même une ancienne esclave. Il devient son homme de confiance et est élevé au rang de connétable — responsable de l'écurie.
Vers 565, le roi démet le comte de Tours en charge, un nommé Gaiso et nomme Leudaste à sa place. Le roi Caribert meurt en 567 et dans les querelles successorales, il prend parti pour Chilpéric Ier contre Sigebert Ier — son souverain — et doit abandonner son comté pour se réfugier auprès de Chilpéric.
Il retrouve son comté brièvement en 573. Il fait alors connaissance de l'évêque Grégoire (Grégoire de Tours), nouvellement élu. Cependant avant la fin de l'année, il doit se réfugier en Bretagne.
En 575, il récupère son comté, mais ne tarde pas à commettre des exactions.
En 580, Chilpéric lui retire définitivement le comté de Tours.
Pour se venger et rentrer en grâce auprès du roi, il ne tarde pas à accuser d'adultère, avec la complicité de l'évêque de Bordeaux, la reine Frédégonde. Elle aurait trompé son royal époux avec l'évêque Grégoire de Tours. L'objectif est donc double, se débarrasser de deux de ses ennemis par un mensonge dont il espère convaincre le naïf souverain. Mais la tromperie est vite éventée par la torture de complices de Leudaste qui se prétendaient témoins de l'adultère. Jugé par un concile en 581, il est excommunié. Il est contraint de trouver asile dans la basilique Saint-Hilaire de Poitiers. Il y commet à nouveau des exactions et en est chassé.

## La fin de Leudaste
Ayant obtenu le pardon de plusieurs évêques, il se présente devant Grégoire qui exige comme préalable que celui-ci ait eu le pardon de la reine. Leudaste se présente donc devant le roi et la reine à Melun en mai 583. Alors qu'il implore le pardon de celle-ci elle le fait frapper par ses serviteurs. D'abord soigné à l'instigation du roi, il meurt battu à mort sur un nouvel ordre de la reine.

« Il (Leudaste) parcourait les maisons des marchands, se faisait montrer des pièces d’argenterie, pesait l’argent, et examinait plusieurs joyaux en disant : J’achèterai ceci et ceci, car il me reste beaucoup d’or et d’argent. Comme il disait cela, survinrent soudainement les serviteurs de la reine qui voulurent le lier de chaînes. Ayant tiré son épée, il en frappa l’un d’eux, ce qui irrita les autres ; en sorte que, prenant leurs boucliers et leurs épées, ils se jetèrent sur lui. Il y en eut un qui d’un coup lui enleva une partie des cheveux et de la peau de la tête. Comme il fuyait à travers le pont de la ville, son pied se prit entre deux des planches du pont ; il eut la jambe cassée, et fut pris : on lui lia les mains derrière le dos, et il fut remis à des gardes. Le roi ordonna qu’il fût soigné par les médecins, afin que, guéri de ses blessures, il pût être livré aux tourments d’un supplice journalier ; mais, comme on le conduisait à une des métairies du fisc, la pourriture se mit dans ses plaies, et il fut bientôt à l’extrémité. Alors, par l’ordre de la reine, on le coucha par terre sur le dos, et lui ayant mis sous la nuque du cou une énorme barre de fer, on le frappa sur la gorge, et il finit ainsi, par une juste mort, une vie tissée de perfidies »

— Grégoire de tours, Histoires, Tome VI

### Sources, notes et références
- Grégoire de Tours, Histoire des Francs, IV, 47-49.